# Екимов, Леонид Георгиевич
Леони́д Гео́ргиевич Еки́мов (3 февраля 1931, с. Тарасово, Усть-Кутский район, Киренский округ, Восточно-Сибирский край, РСФСР — 24 февраля 2017, Москва, Российская Федерация) — советский и российский оперный певец (баритон) и педагог. В разное время солист Саратовского, Минского оперных театров, МАМТ имени К. С. Станиславского и Вл. И. Немировича-Данченко. Народный артист РСФСР.

## Биография

### Детство
Мама Лидия, окончившая институт благородных девиц, приехала туда из Санкт-Петербурга — обучать крестьянских детей; вышла замуж за казака Георгия Бобровникова, начальника милиции района.
В 1934 году семья переехала в Омск. Леонид, четвёртый из пятерых детей, начал петь в пять лет. Всё окружение — простые люди и казаки — тоже пели, были музыкальны от природы, что сыграло большую роль в развитии будущего певца наряду с природными данными.
В Омске началась прочная дружба тогда ещё мальчиков Л. Г. Екимова и Владимира Ухина (известного «дяди Володи» — ведущего программы «Спокойной ночи, малыши!»). Серьёзную закалку будущий певец получил в военные годы, когда работал учеником сапожника.

### Начало оперной карьеры
В 1947 году прошёл курсы музыкальной подготовки рабочей молодёжи при Омском музыкальном училище им. В. Я. Шебалина.
В Омске началась дружба и сотрудничество на долгие годы с Юрием Львовичем Юровским, тогда директором филармонии и создателем омского народного хора (впоследствии, в Москве — директором Росконцерта, и позднее — директором Бюро пропаганды советской музыки).
С 1948 года — солист Омской филармонии. Работал в концертной бригаде по обслуживанию села. С 1951 года начал петь в только что созданном Омском хоре (был первым солистом, подключившимся к созданию этого хора, одним из его родоначальников).
В 1953 года участвовал в международном конкурсе хоровых коллективов с запевом песни «Славное море, священный Байкал» (заняли 1-е место).
Там Леонид Екимов встретился с румынским певцом (баритоном) Николае Херля, который дал ему высокую оценку и сказал: «Ты настоящий самородок с великолепным голосом, но в России петь тебя не научат». Во многом «школу» Л. Г. Екимов получил благодаря пластинке Николае Херля.
Гастролировал в ГДР, ЧССР, Румынии, Югославии, Кубе, Австралии, Мексике, Новой Зеландии, США, Швейцарии, ФРГ, Японии, Бельгии, Нидерландах, Марокко.
В 1958 года министерством культуры СССР был направлен в Минск по заявке Большого Белорусского оперного театра. Там певец проработал один сезон (с октября 1958 по март 1959), исполнив партии: Моралеса («Кармен» Ж. Бизе), Альберта (Вертер Ж. Массне), Фредерика («Лакме» Л. Делиба), барона («Травиата» Дж. Верди), Шарплеса («Чио-чио-сан» Дж. Пуччини).
В Саратове окончил консерваторию им. Собинова и в 1959 году был приглашён в Саратовский академический театр оперы и балета, где работал до 1967 года.

### С 1967 по 2017 годы
С 1967 года работал в Московском музыкальном театре имени К. С. Станиславского и Вл. И. Немировича-Данченко и преподавал в Академическом музыкальном колледже (бывш. училище) при Московской государственной консерватории им. Чайковского. Также преподавал в Академии профессионального мастерства искусств (г. Москва).
Исполнял ведущие партии баритонального оперного репертуара во многих оперных театрах страны как приглашенный солист (например, партию Фигаро в спектаклях Большого театра (ГАБТ). Участвовал в зарубежных гастролях театра, исполнял первые партии на сценах Германии, Бельгии, Чехословакии, Японии, Марокко и т. д.
С сольной программой «Песни русского сердца» объездил многие города и республики СССР с Оркестром русских народных инструментов им. Осипова, с баянистом, засл.арт РСФСР Юрием Сидоровым, с инструментальным квартетом Калужской филармонии «Калинка». Певец многократно принимал участие в фестивалях советской музыки, Шаляпинском оперном фестивале (г. Казань), в зарубежных гастрольных поездках ансамбля московского казачьего общества.
В 2007 году отмечал творческий юбилей: 40 лет работы в музыкальном театре и исполнил партию Эбн-Хакиа в опере «Иоланта».
Ученики Леонида Екимова — лауреаты международных конкурсов, солисты московских и зарубежных оперных театров, известных ансамблей.
Голос исполнителя отличался большим диапазоном (от ми-бекар большой октавы до си-бекар первой октавы), непринуждённостью, естественностью, истинной оперной «полётностью» звука, густотой и звонким «металлом», свободой и непринуждённостью самых высоких нот, удивительно насыщенной обертонами лирико-драматической краской и безупречным тембральным соединением интервалов. Эти данные позволили ему исполнять все партии баритонального репертуара, от предельно высоких лирических (например, Фигаро в «Севильском» с его постоянными «ля» первой октавы) до драматических (таких, как Эскамильо в «Кармен», считающийся в XXI веке партией бас-баритона).
Похоронен на Старо-Восточном кладбище Омска.

## Сотрудничество с другими деятелями искусства
В Москве сложились творческие и дружеские отношения с дирижёрами М. В. Юровским, Д. Г. Китаенко, В. М. Кожухарем, с режиссёрами Д. Михайловым, И. Г. Шароевым. В Москве же состоялось знакомство с М. Л. Ростроповичем и совместная работа в Большом театре над партией Онегина.
Сотрудничал с Берлинской «Комише опер» — с режиссёрами В. Фельзенштейном в опере «Кармен» и Гарри Купфером — «Похищение из Сераля»,
Долгие годы продолжалась творческая дружба с артисткой театра оперетты Т. И. Шмыгой. Л. Г. Екимов участвовал в её творческих вечерах в сценах из классических оперетт: «Сильва», «Цыганский барон», «Летучая мышь», «Мистер Икс», «Баядера» и т. д.
Екимов исполнял произведения известных советских композиторов, с которыми дружил и работал: А. И. Островского, С. С. Туликова, О. Б. Фельцмана, В. И. Рубина, Т. Н. Хренникова, С. А. Губайдулиной, В. Струкова, Т. А. Чудовой и др.
Личная дружба связывала Л. Екимова с эстрадным певцом и композитором, засл. арт. РСФСР Александром Ковалевским, с актером МХАТ и советского кино — Борисом Николаевичем Борисовым, с солистом ГАБТ Львом Вернигорой. Поэт и драматург Михаил Слуцкий посвятил Л. Екимову стихотворение «Книга жизни». Л. Екимов поддержал в начале творческого пути талантливого оперного дирижёра Марию Максимчук.

## Отзывы о Леониде Екимове
«…Его Онегин имел все черты хорошего певца и героя. Сюда относятся: умение держаться на сцене, прекрасная осанка, благородное отношение к Татьяне и голос, который по своему уровню намного превосходил всех остальных исполнителей. С первой ноты Леонида Екимова прозвучали светлые и лирические краски его насыщенного баритона, которые в драматических сценах сменялись приглушенным звучанием. <… >Леонид Екимов двигался по сцене очень уверенно. Этими своими данными актёр привлекал к себе постоянное внимание. Его данные особенно ярко проявились в пятой картине оперы, что подчеркивала выразительная мимика и его звонкий голос, главным преимуществом которого является идеальное соединение тонов. В последнюю, седьмую картину Екимов вложил всю страсть мужчины, в сердце которого загорелась безответная любовь…»

- «Вечерняя Прага» 17.10.1983 г.

«<…> Актёрский ансамбль заслуживает одобрения. Исполнитель роли Онегина заслуженный артист РСФСР Л.Екимов очень естественен и прост в выборе выразительных средств для своего героя. Благородство облика, некоторая холодность — главный черты его Онегина. Правда, в некоторые моменты создаётся впечатление „благополучной уравновешенности“ образа, но вместе с тем, привлекает то, что актёр нигде не „пережимая“ и не утрируя краски создаёт очень цельный характер.»

Соломонова, И. Спектакль — не подвластный времени / И. Соломонова // Тихоокеанская звезда. — 04.04.1979.

## Полный список вокальных партий
Всего исполнил 59 оперных партий.
1958—1959 (Минск)
- «Кармен» Ж. Бизе — Моралес
- «Вертер» Ж. Массне — Альберт
- «Лакме» Л. Делиба — Фредерик
- «Травиата» Дж. Верди — Барон
- «Чио-Чио-Сан» Дж. Пуччини — Шарплес

1959—1967 (Саратов)
- «Искатели жемчуга» Ж. Бизе — Зурга
- «Заза» Р. Леонкавалло — Каскар
- «Паяцы» Р. Леонкавалло — Сильвио
- «Волшебная флейта» В. А. Моцарта — Папагено
- «Фауст» Ш. Гуно — Валентин
- «Севильский цирюльник» Дж. Россини — Фигаро
- «Святоплук» Э. Сухоня — Царь
- «Травиата» Дж. Верди — Жермон
- «Бал-маскарад» Дж. Верди — Ренато
- «Дон Карлос» Дж. Верди — Ди Поза
- «Цыганский барон» И. Штрауса — Баринкай
- «Евгений Онегин» П. И. Чайковского — Онегин
- «Пиковая дама» П. И. Чайковского — Елецкий
- «Иоланта» П. И. Чайковского — Роберто
- «Чародейка» П. И. Чайковского — князь
- «Алеко» С. В. Рахманинова — Алеко
- «Укрощение строптивой» В. Я. Шебалина — Петруччио
- «Олеся» К. Я. Листова — Иван Тим
- «Дочь Кубы» К. Я. Листова — Рамон
- «Тропою грома» М. Я. Магиденко — Лени
- «Первые радости» А. А. Чернова — Кирилл
- «Сказание о Волге» В. В. Ковалёва
- «Снегурочка» Н. А. Римского-Корсакова — Мизгирь

1967—1981 (Москва)
- «Севильский цирюльник» Дж. Россини — Фигаро
- «Чио-Чио-Сан» Дж. Пуччини — Шарплес
- «Богема» Дж. Пуччини — Марсель
- «Паяцы» Р. Леонкавалло — Сильвио
- «Манон Леско» Ж. Массне — Леско
- «Любовный напиток» Г. Доницетти — Белькоре
- «Порги и Бесс» Дж. Гершвина — Краун
- «Прекрасная Елена» Ж. Оффенбаха — Агамемнон
- «Евгений Онегин» П. И. Чайковского — Онегин
- «Иоланта» П. И. Чайковского — Роберто
- «Пиковая дама» П. И. Чайковского — Елецкий
- «Катерина Измайлова» Д. Д. Шостаковича — Часовой
- «Обручение в монастыре» С. С. Прокофьева — Фердинанд
- «Любовь к трём апельсинам» С. С. Прокофьева — Инквизитор
- «Не только любовь» Р. К. Щедрина — Иван Трофим
- «Виринея» С. М. Слонимского — Павел
- «Июльское воскресение» В. И. Рубина — Журавлев
- «Три поэмы» О. В. Тактакишвили — Поэт-трибун
- «Любовь Д’Артаньяна» М. С. Вайнберга — Атос
- «Ураган» В. А. Гроховского
- «Безродный зять» Т. Н. Хренникова— пьяный стрелец Фрол Скобеев
- «Алеко» С. В. Рахманинова — Алеко
- «Кармен» Ж. Бизе — Эскамильо

1982—2000 (Москва)
- «Москва за нами» Г. А. Жубановой — Натаров
- «Цыганский барон» И. Штрауса — Шандор Баринкай
- «Доротея» Т. Н. Хренникова — Фернандо
- «Золотой телёнок» Т. Н. Хренникова — Остап Бендер
- «Битва при Леньяно» Дж. Верди — Роландо
- «Орфей и Эвридика» Й. Гайдна — Креонт
- «Травиата» Дж. Верди — Жермон
- «Черевички» П. И. Чайковского — Светлейший
- «Похищение из сераля» В. А. Моцарта — Селим Паша
- Кофейная кантата И. С. Баха — Отец
- «Иоланта» П. И. Чайковского — Эбн-Хакиа[8]
- «Пиковая дама» П. И. Чайковского — Томский
- «Богема» Дж. Пуччини — Бенуа
- «Руслан и Людмила» М. И. Глинки — Святозар
- «Мария Стюарт» В. Струкова — Лейстер (театр «Аполлон», 1995)

## Награды и премии
- Заслуженный артист РСФСР (3.04.1967).
- Народный артист РСФСР (5.08.1987).
- Орден Почёта (1999)[9].

## Ученики
- Касьяненко Виктор Васильевич
- Спиридонов Сергей Владимирович
- Российская Светлана Михайловна (театр Геликон-опера)
- Волжанский Сергей Иванович (преподает в колледже при МГК)
- Хомякова Лариса Владимировна (муз.театр п/р Чихачёва)
- Галина Остальская (концертная деятельность)
- Виктория Екимова (муз.театр п/р Чихачёва, гос. хор им. Свешникова)
- Сергей Баканов (ансамбль им. Александрова)
- Максим Кириллов
- Екатерина Лупенкова
- Екимов Георгий Леонидович (солист ММТ «Геликон-опера» под худ. рук. Д. А. Бертмана)
- Евгений Четвёркин (концертная деятельность)